# Peppinge
Peppinge är en by som ligger i Valleberga socken, Ystads kommun mellan Kåseberga och Valleberga, cirka 20 kilometer öster om Ystad i Skåne.
Idag marknadsförs Peppinge som "Den kreativa byn" på Österlen. I byn finns bland annat tre gallerier. De traditionella "Peppingedagarna" genomförs i juli sedan 2007.